# Dedekind-gyűrű
A Dedekind-gyűrűk a racionális egészek gyűrűjének általánosításaként foghatók fel, elsősorban az algebrai számelméletben és a kommutatív algebrában bírnak jelentős szereppel. Richard Dedekind német matematikusról vannak elnevezve.

## Definíciók
Egy {\displaystyle R} integritási tartományt Dedekind-gyűrűnek nevezünk, ha teljesül rá a következő ekvivalens feltételek bármelyike:
- Bármely {\displaystyle (0)\neq I\subseteq R} ideál invertálható.
- Bármely törtideál invertálható.
- {\displaystyle R} Noether-gyűrű és bármely {\displaystyle {\mathfrak {p}}\in \operatorname {Spec} R} prímideálra az {\displaystyle R_{\mathfrak {p}}} lokalizált test vagy diszkrét értékelésgyűrű.
- {\displaystyle R} test vagy egydimenziós, Noether-tulajdonságú és egészre zárt.
- {\displaystyle R} test vagy egydimenziós, Noether-tulajdonságú és reguláris.
- {\displaystyle R} bármely ideálja egyértelműen felírható prímideálok szorzataként.

## Példák és ellenpéldák
- Minden főideálgyűrű, speciálisan minden diszkrét értékelésgyűrű Dedekind.
- Ha {\displaystyle K} egy számtest, akkor a {\displaystyle K}-beli algebrai egészek {\displaystyle {\mathcal {O}}_{K}} gyűrűje Dedekind.
- Dedekind-gyűrű lokalizáltja is Dedekind.

Nem Dedekind-gyűrűk a következő integritási tartományok:
- {\displaystyle \mathbb {Z} [X]} (nem egydimenziós)
- {\displaystyle \mathbb {Z} [{\sqrt {5}}]} (nem egészre zárt)

## Tulajdonságok
- Ha {\displaystyle R} Dedekind-gyűrű, {\displaystyle (0)\neq I\subseteq R} ideál, akkor {\displaystyle R/I} főideálgyűrű.
- Egy Dedekind-gyűrű bármely ideálja generálható legfeljebb két elemmel. Következésképpen minden Dedekind-gyűrű Noether-tulajdonságú.

## Fordítás
- Ez a szócikk részben vagy egészben  a   Dedekindring című német Wikipédia-szócikk ezen változatának fordításán alapul.  Az eredeti cikk szerkesztőit annak laptörténete sorolja fel. Ez a jelzés csupán a megfogalmazás eredetét és a szerzői jogokat jelzi, nem szolgál a cikkben szereplő információk forrásmegjelöléseként.